# George Somerset
George Fitzroy Henry Somerset (ur. 18 września 1857 w Londynie, zm. 24 października 1921 w Llandenny) – brytyjski arystokrata i polityk, najstarszy syn Richarda Somerseta, 2. barona Raglan, i lady Georgiany Lygon, córki 4. hrabiego Beauchamp.
Jego ojcem chrzestnym był król Hanoweru Jerzy V. George kształcił się w Eton College oraz w Royal Military Academy Sandhurst. W latach 1874–1879 był Page of Honour królowej Wiktorii.
W 1870 r. rozpoczął służbę w Grenadier Guards. Brał udział w II wojnie brytyjsko-afgańskiej w latach 1878–1880. Po śmierci ojca w 1884 r. odziedziczył tytuł 3. barona Raglan i zasiadł w Izbie Lordów. W latach 1900–1902 był podsekretarzem stanu w ministerstwie wojny. W latach 1902–1918 był gubernatorem porucznikiem wyspy Man. Był kawalerem Krzyża Kawalerskiego Orderu Łaźni i Krzyża Wielkiego Orderu Imperium Brytyjskiego.
28 lutego 1883 r. poślubił Ethel Ponsonby (zm. 22 czerwca 1940), córkę Waltera Ponsonbyego, 7. hrabiego Bessborough, i lady Louisy Eliot, córki 3. hrabiego St Germans. George i Ethel mieli razem trzech synów i trzy córki:
- FitzRoy Richard Somerset (10 czerwca 1885 – 14 września 1964), 4. baron Raglan
- Wellesley FitzRoy Somerset (13 czerwca 1887 – 26 lutego 1969), ożenił się z Lesley Vivian, miał dzieci
- Ethel Georgiana Frances Somerset (4 czerwca 1889 – 16 listopada 1932), żona Williama Douglasa, miała dzieci
- Frederica Susan Katherine Somerset (31 sierpnia 1891 – 16 czerwca 1967), żona Bertrama Halletta, nie miała dzieci
- Nigel FitzRoy Somerset (27 grudnia 1893 – 7 lutego 1990), ożenił się z Phyllis Irwin, miał dzieci
- Ivy Felicia Somerset (30 marca 1897 – marzec 1986), żona Raymonda Careya, nie miała dzieci

Lord Ragland zmarł w 1921 r. Jego następcą został jego najstarszy syn.